# Ann Meyers

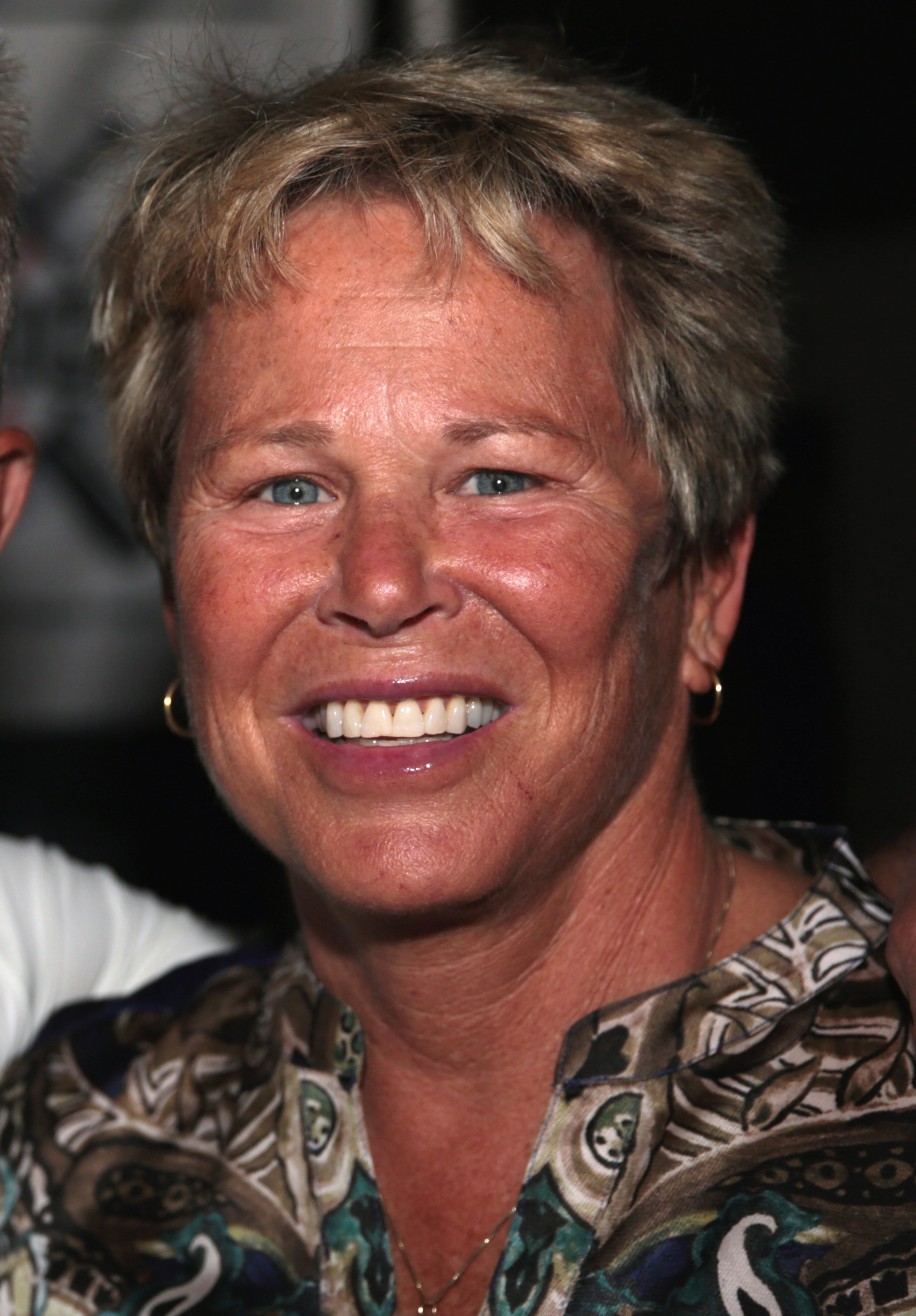

Ann Meyers, född den 26 mars 1955 i San Diego, USA, är en amerikansk basketspelare som tog tog OS-silver 1976 i Montréal. Detta var första gången damerna fick delta i baskettävlingarna vid olympiska sommarspelen, och således USA:s första OS-medalj i dambasket. Hon var den första spelaren som kom med i USA:s landslag medan hon fortfarande studerade på high school.